# Toyota GR Cup
Las Toyota GR Cup son unas copas monomarca de turismos disputadas en España bajo el nombre de Toyota GR Iberian Gup en rallyes y GR Cup Spain en circuitos, siendo organizados por MSI Spain y Toyota España. En Estados Unidos también se disputa desde 2023 como Toyota GR Cup North America.

## Historia

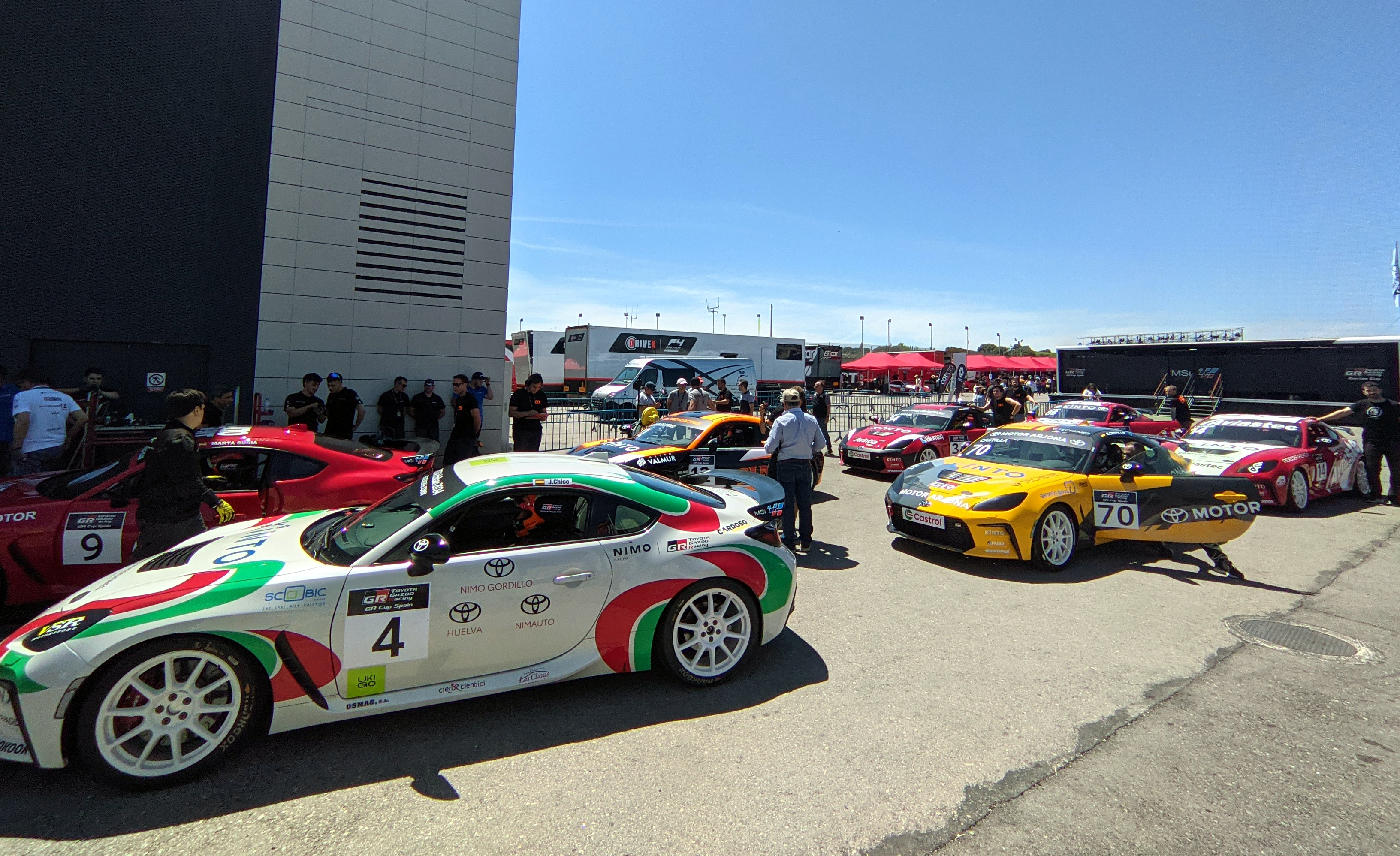
Parte de la parrilla de la GR Cup Spain 2024 preparada para salir a pista

En 2022, con el cambio de rumbo del Teo Martín Motorsport empezando, nace la Toyota Gazoo Racing Iberian Cup, en colaboración con Toyota España y Toyota Caetano Portugal, con el objetivo de lograr un continuo desarrollo de los automóviles a través del reto que supone la competición, siendo el coche elegido el GR Yaris RZ a través de las diferentes pruebas de Rallies de disputadas en España y Portugal. En 2024 se augmentan los premios a repartir entre los participantes: 27.500 euros en cada rally, y 64.000 euros a repartir entre los tres primeros de la clasificación general al final de la temporada. El vencedor absoluto contará en 2025 con la opción de disputar un rally a los mandos del Toyota GR Yaris Rally2, con el que Toyota ya disputa esta temporada el Súper Campeonato de España de Rally.
Dicho 2024 arranca también la GR Cup Spain de circuitos, con el Toyota GR86 Circuit Pack como coche principal y enmarcado dentro de los fines de semana del Racing Weekend durante esta primera temporada. El importe total de premios en metálico alcanza los 100.000€ y el campeón tendrá la opción de disputar una ronda del TCR Spain en 2025.

### Formato GR Cup Spain[7]
- Dos sesiones de entrenamientos libres de 20 minutos.
- Dos sesiones de entrenamientos entrenamientos oficiales de 15 minutos.
- Carrera 1 a 25 minutos + 1 vuelta.
- Carrera 2 a 25 minutos + 1 vuelta.
- Retención de los dos peores resultados de la temporada.

- Sistema de puntuación:

| Posición | 1º | 2º | 3º | 4º | 5º | 6º | 7º | 8º | 9º | 10º | 11º | 12º | 13º | 14º | 15º | VR |
| -------- | -- | -- | -- | -- | -- | -- | -- | -- | -- | --- | --- | --- | --- | --- | --- | -- |
| Puntos   | 24 | 22 | 20 | 18 | 16 | 14 | 12 | 10 | 8  | 6   | 5   | 4   | 3   | 2   | 1   | 1  |

## Ficha técnica
| Rally - Nombre del automóvil: Toyota GR Yaris RZ - Cilindros/cilindrada: 3/1.600 cc - Tracción: G-Four 4 ruedas - Potencia: 260 CV - Par máximo : 360 nm (4000 rpm) - Velocidad máxima: TBC km/h - Dimensiones: Largo 3.995 mm / Ancho 1.805 mm / Alto 1.455 mm - Batalla: 2.588 mm - Peso mínimo: 1.300 kg sin incluir pilotos | Circuito - Nombre del automóvil: Toyota GR 86 - Cilindros/cilindrada: 4/2.387 cc - Tracción: trasera - Potencia: 234 CV - Par máximo : 250 nm (3700 rpm) - Velocidad máxima: TBC km/h - Dimensiones: Largo 4.265 mm / Ancho 1.775 mm / Alto 1.310 mm - Batalla: 2.575 mm - Peso mínimo: 1.200 kg sin incluir pilotos |

## Ganadores
Toyota GR Iberian Cup
| Año  | Piloto Campeón | Copiloto Campeón |
| ---- | -------------- | ---------------- |
| 2022 | Sergi Francolí | María Salvo      |
| 2023 | Dani Berdomás  | Brais Mirón      |
| 2024 | Bruno Bulacia  | Gabriel Morales  |

GR Cup Spain
| Año  | Campeonato de Pilotos | Trofeo Junior |
| ---- | --------------------- | ------------- |
| 2024 | Adrián Ferrer         | Adrián Ferrer |